# Pego da Moura

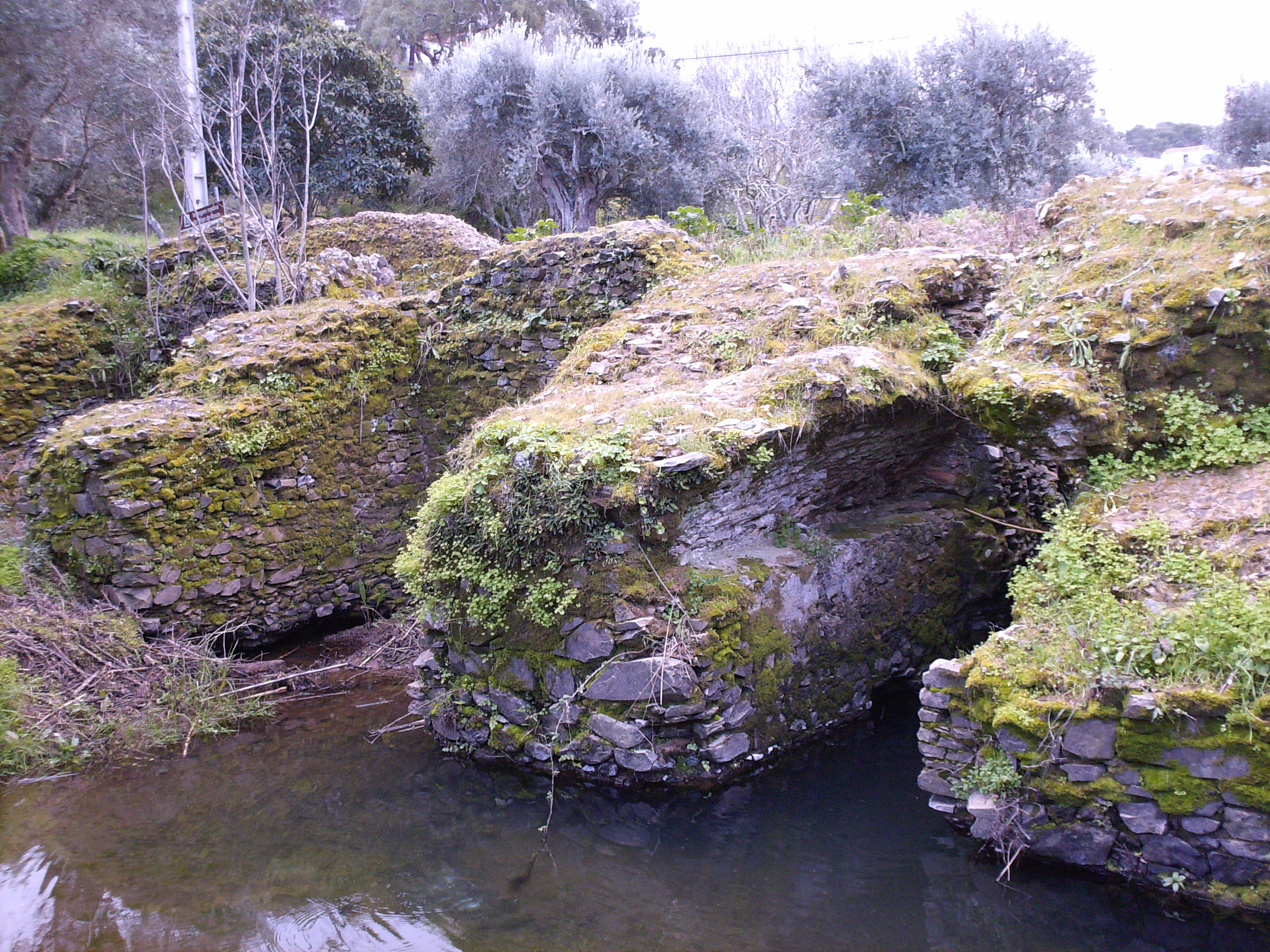
Pego da Moura

Pego da Moura, Barragem do Pego da Moura, Barragem do Pego da Mina ou Barragem das Represas, é o que resta de uma barragem romana, localizada na atual freguesia de Grândola e Santa Margarida da Serra, no município de Grândola, distrito de Setúbal.

## Descrição e história
A barragem encontra-se no Lugar das Represas, numa área conhecida como Fonte dos Narizes, a cerca de dois quilómetros de distância da vila de Grândola, e nas imediações da Estrada Nacional 261. Represava um afluente do Rio Davino, formando uma bacia hidrográfica de 2,3 Km².
Era provavelmente utilizada para abastecer tanto os campos agrícolas como várias casas e um complexo termal, cujos vestígios foram encontrados no Cerrado do Castelo. O paredão da barragem teria cerca de 40 m de comprimento, dos quais sobreviveram cerca de 34 m, e uma altura máxima de 3,3 m. É formada por por três muros justapostos de secção rectangular, com seis contrafortes no lado jusante, sendo o único exemplo conhecido de uma barragem com esta configuração. A estrutura é constituída quase totalmente por opus incertum. No espaço entre dois dos contrafortes encontra-se um poço de planta semicircular, que provavelmente terá sido construído após a barragem. Foram igualmente encontrados os indícios de uma abóbada primitiva, e de uma azenha que estava associada à barragem.
A barragem tem cerca de dois mil anos, período em que o território era dominado pelos romanos. Foi identificada como uma barragem romana nos princípios do século XX, mas só em 1996 é que se iniciou o processo de classificação, levando à realização de trabalhos arqueológicos no local. Foi protegida como Imóvel de interesse público pelo Ministério da Cultura, através do Decreto 67/97, de 31 de Dezembro.